# Maliattha interrupta
Maliattha interrupta là một loài bướm đêm trong họ Noctuidae.